# Чет Бејкер
Чесни Хенри „Чет“ Бејкер Млађи (енгл. Chesney Henry "Chet" Baker, Jr; 23. децембра 1929 — 13. маја 1988) је био амерички џез трубач и певач.
Бејкер је добио поприлично пажње и критичке похвале током 1950-их година, поготово за албуме са његовим вокалом (Chet Baker Sings, It Could Happen to You). Историчар џеза Дејв Гели је описао потенцијал ране Бејкерове каријере на следећи начин: "Џејмс Дин, Синатра и Бикс спојени у једно." Његова добро публикована зависност од дроге, такође је потпомогла повећању његове славе, али и озлоглашености. Бејкер је био више пута у затвору пре него што је његова каријера поново оживела касних 70-их и 80-их година.

## Биографија

### Младост
Чет Бејкер је рођен у музичкој породици у Јејлу, Оклахоми. Његов отац, Чесни Бејкер Сениор, је био професионални гитариста, а мајка, Вера Мосер, пијанисткиња, која је радила у фабрици парфема. Његова баба са мајчине стране, Ранди Тосет, је била Норвежанка. Бејкер је рекао да је због Велике кризе, његов отац, иако талентован, морао да одустане од музичке каријере и нађе регуларан посао.
Бејкер је започео своју музичку каријеру певајући у црквеном хору. Отац му је дао тромбон, који је заменио са трубом, када је схватио да је тромбон превелики. Његова мајка је изјавила да је Чет почео да памти тонове са радија и пре него што је добио икакав инструмент. Трубу је заволео и већ за само две недеље веома је узнапредовао. Колеге су звале Бејкера природним музичарем, који је свирао без напора.
Бејкер је добио музичко образовање у Глендејл Јуниор средњој школи, али је 1946. напустио школу са 16 година, да би се придружио Армији Сједињених Држава. Послат је за Немачку, у Берлин, где се придружио 289-ом армијском бенду. Након одласка из армије 1948. године, наставио је школовање музичке теорије и хармоније на Ел Камино колеџу у Лос Анђелесу. Напустио је школовање током друге године да би се поново пријавио за војску. Постао је члан шестог бенда армије у Presidio of San Francisco војном парку, проводећи време у клубовима као што су Боп Сити и Блек Хок. Отпуштен је из војске 1951. године када је наставио са својом музичком каријером.

### Каријера
Бејкер је наступао са Видом Мусом и Стеном Гецом пре него што га је Чарли Паркер ангажовао за рад на западној обали.
Године 1952. Бејкер се придружио квартету Герија Малигана. Уместо свирања идентичних мелодија у складу као Паркер и Дизи Гилеспи, Бејкер и Малиган су се међусобно допуњавали контрапунктом, предвиђајући шта ће други следеће одсвирати. "My Funny Valentine", са Бејкеровим солом, постаје хит и остаје повезан са њим до краја каријере. Са квартетом Бејкер је био регуларан извођач у ђез клубовима Лос Анђелеса као што су Хејг и Тифани Клуб.
У року од годину дана, Малиган бива ухапшен за поседовање дроге. Бејкер оснива квартет са ротацијама, који се састојао од пијанисте Раса Фримана, басиста Боба Витлока, Карсона Смита, Џоија Мондрагона и Џимија Бонда, затим бубњара Лерија Банкера, Боба Нила и Шелија Мејна. Бејкеров квартет објавио је популарне албуме између 1953. и 1956. године. Освојио је награду од стране читалаца магазина Metronome и Down Beat, победивши трубаче Мајлса Дејвиса и Клифорда Брауна, а 1954. године је проглашен за најбољи вокал у џезу. Дискографска кућа Pacific Jazz Records 1956. објављује албум Chet Baker Sings, који је привукао пажњу, али и критике публике. Ипак, Бејкер је наставио да пева током остатка каријере.
Холивудски студио видео је добру прилику у Бејкеровим привлачним цртама лица. Свој глумачки деби имао је у филму Hell's Horizon, објављен у јесен 1955. године. Одбио је да склопи уговор са студијом, преферирајући живот у путу као музичар. Током наредних неколико година, основао је више комбинација, укључујући квинтет са Френсијем Боландом, где је Бејкер комбиновао свирање трубе са певањем. Године 1956. завршио је са осмо месечном турнејом Европе, где је снимио Chet Baker in Europe (Чет Бејкер у Европи).
Постао је икона џеза западне обале, а његов добар изглед и гласовне способности су му у томе помогле. Један од Бејкерових снимака из 1956. објављен је, по први пут у целини, 1989. године под именом The Route (Пут), са Артом Пепером, што је потпомогло утемељењу џеза западне обале и постало обележје кул џеза.
Крајем 1959. вратио се у Европу, где је снимао у Италији оно што ће постати познато као Милано Сеанса са аранжером и диригентом Езиом Леонијем (познатији као Лен Мерцер) и његовим оркестром. Бејкер је ухапшен због поседовања дроге и затворен је у Пизи, што је приморало Лена да комуницира са њим путем управника затвора око координације аранжмана за почетак снимања у студију.

### Зависност од дроге и пад
Бејкер је често говорио да је почео узимати хероин 1957. године. Аутор Џорен Де Валк и пијаниста Рас Фримен кажу да је Бејкер почео да користи хероин почетком 50-тих година. Фримен је био Бејкеров музички директор пошто је напустио Малиганов квартет. Понекад би Бејкер заложио своје инструменте да би куповао дрогу. Почетком 60-тих је завршио у затвору у Италији и био избачен из Немачке и Велике Британије због прекршаја везаних за поседовање наркотика. Када је поново дошао у Немачку, депортован је за САД због истих прекршаја. Скрасио се у Милпитас, Калифорнији, наступајући у Сан Франциску и Сан Хозеу између затворских казни везаних за преваре око рецепата за лекове.
Бејкер је претучен 1966. године, наводно док је покушавао да купи дрогу, после наступа у ресторану у Сосалиту. Добио је посекотине, поломили су му зубе, што је уништило његову амбажуру и знатно отежало свирање трубе. У документарном филму Let's Get Lost (Хајде да се изгубимо), Бејкер је рекао да је познаник покушао да га опљачка, али је одустао, да би се вратио следеће ноћи са групом мушкараца, који су га појурили. Бежећи, ушао је у ауто, који су окружили. Уместо да му помогну, људи у аутомобилу су га гурнули напоље на улицу, где су дотични мушкарци наставили да га јуре. Избили су му зубе и Бејкер није више био у могућности да свира трубу. Запослио се на бензинској пумпи, али је убрзо закључио да мора наћи начина да се врати музици. Заказао је монтирање протезе и радио на амбажури. Три месеца касније запослио се у Њујорку.
Током већине 60-тих година Бејкер је свирао музику која се може окарактерисати као џез западне обале.

### Повратак
Након што је повратио своју амбажуру, што је било резултат протезе, Бејкер се вратио звуку џеза с почетка каријере. Преселио се у Њујорк где је почео поново да наступа и снима, међу осталима и са гитаристом Џимом Холом. Касније 1970.тих година, Бејкер се вратио у Европу, где му је пријатељица Диана Вавра асистирала, водила рачуна о његовим личним потребама и помагала око организовања датума наступа и снимања.
Од 1978. до његове смрти 1988. године, Бејкер је живео и наступао скоро искључиво у Европи, враћајући се у САД једном годишње због неколико наступа. Ово је био Бејкеров најпродуктивнији период као уметник. Ипак, пошто је његово обимно стваралаштво у овом периоду било расуто на више, претежно мањих европских издавачких кућа, ниједан од снимака није досегнуо до шире публике, иако су добили одличне критике. Од великог значаја је Бејкеров квартет заједно са пијанистом Филом Марковичем (1978–80), гитаристом Филипом Катерином и басистом Џон-Луиом Расинфосом(1983–85). Он је такође био на турнеји са саксофонистом Стеном Гецом .
Године 1983, британски певач Елвис Костело, дугогодишњи Бејкеров фан, ангажовао је трубача да одсвира соло на његовој песми "Shipbuilding" са албума Punch the Clock. Песма је Бејкерову музику представила новој публици. Касније је често изводио са Костелом песму "Almost Blue" (инспирисана Бејкеровом верзијом песме "The Thrill Is Gone") на концертима и снимио је песме за филм Let's Get Lost.
Током интимног сценског наступа 1986. познат под називом Чет Бејкер: Уживо код Рони Скота, Лондон Бејкер је снимао са Костелом и Ван Морисоном перформанс, који се састојао од његових класичних песама као што су "Just Friends", "My Ideal" и "Shifting Down". Увећавајући музички доживљај, Бејкер је током наступа разговарао један-на-један са пријатељима и колегом Кастелом о свом детињству, каријери и борби са дрогом. Иако Бејкер није био у добром стању, наступ је био веома информативан.
Видео материјал, који је снимила јапанска телевизија током Бејкерове турнеје 1987. године у Јапану, представила је човека чије је лице изгледало далеко старије него што јесте, али са трубачким способностима које су и даље биле живахне, опрезне и инспиративне. Бејкер је снимио албум Chet Baker in Tokyo уживо са својим квартетом састављен од пијанисте Харолда Данка, басисте Хан ван де Гејна и бубњара Џона Енгелса, мање од годину дана пре смрти. Изашао је постхумно. Silent Nights, албум са божићном музиком, Бејкер је снимио са Кристофером Мејсоном у Њу Орлеансу 1986. године, а издат је 1987.

## Композиције
Бејкерове композиције укључују: "Chetty's Lullaby", "Freeway", "Early Morning Mood", "Two a Day", "So Che Ti Perderò", "Il Mio Domani", "Motivo Su Raggio Di Luna", "The Route", "Skidaddlin", "New Morning Blues", "Blue Gilles", "Dessert" и "Anticipated Blues".

## Smrt
Рано ујутру 13. маја 1988. године, Бејкер је пронађен мртав на улици испред хотелске собе у којој је одседао у Амстердаму, са тешким повредама главе. Према изгледу пао је са другог спрата. Хероин и кокаин су пронађени у његовој крви после обдукције, као и у хотелској соби. Није било знакова борбе, а смрт је проглашена као несрећан случај. Дигнута је плоча испред хотела у његову част.
Бејкер је сахрањен на гробљу Инглвудског парка у Инглвуду, Калифорнији.

## Баштина
Бејкера је фотографисао Вилијам Клакстон за његову књигу Млади Чет Бејкер. Документарни филм о Чет Бејкеру Let's Get Lost номинован је за Оскара 1988. године. У филму је приказан као џез икона 50-тих година, што је касније супротстављено његовом сликом као зависника од дроге. Филм, у режији модног фотографа Бруса Вебера, је сниман у црно-белој боји и састоји се од низа разговора са пријатељима, породицом (укључујући и његово троје деце са трећом женом Керол Бејкер), колегама, пријатељицама, као и од описа његове младости, и Бејкерових интервјуа последњих пар година живота. У књизи Chet Baker, His Life and Music (Чет Бејкер, Његов Живот и Музика) аутор Де Валк, али и други критикују филм, јер сматрају да представља Бејкера као пропалог музичара у позним годинама. Филм је сниман током неколико недеља прве половине 1987. године и због тога не укључује неке успехе као што је концерт у Јапану.
Time after Time: The Chet Baker Project (Изнова и Изнова: Чет Бејкер Пројекат), написан од стране драмског писца Џејмса О`Рајлија, обишао је Канаду 2001. године уз доста похвала.
Бејкер је наводно послужио као инспирација за лик Чед Биксни, којег глуми Роберт Вагнер у филму All the Fine Young Cannibals из 1960. године. Други филм, који би се звао Prince of Cool (Принц Кула), о Бејкеровом животу, је обустављен јануара 2008. године.
Певач и текстописац Дејвид Вилкокс је 1991. снимио песму "Chet Baker's Unsung Swan Song" на своме албуму Home Again, спекулишући шта су могле бити Бејкерове последње мисли пре пада у смрт.
Џерон Де Валк је написао Бејкерову биографију Chet Baker, His Life and Music. Друге биографије укључују Џејмсову Гавинову књигу Deep in a Dream—The Long Night of Chet Baker, и Метјуов Рубиков Funny Valentine (Смешни Валентин). Бејкерови "изгубљени мемоари" су доступни у књизи As Though I Had Wings (Као Да Имам Крила), која укључује увод од стране Керол Бејкер.
У филму Born to Be Blue из 2015. године, холивудски глумац Итан Хок га глуми. Филм описује Бејкерову каријеру касних 1960-тих, када је био познат по музици, али и зависности, и када је прихватио улогу у филму о свом животу да би помогао својој каријери.
Аустралијски музичар електронике Николас Џејмс Марфи је изабрао Чет Фејкер као своје уметничко име, како би одао почаст Чет Бејкеру, који је веома утицао на њега.
Бразилска џез пијанисткиња Елиан Елиас је посветила Бејкеру албум I Thought About You из 2013. године.

## Награде и почасти
- Биг Бенд и индукција у џез Дворану славних, 1987.
- џез Дворана славних Down Beat магазина, 1989.
- џез Дворана славних у Оклахоми, 1991.
- дан Чета Бејкера проглашен од стране гувернера Оклахоме Бред Хенрија и Представничког дома Оклахоме, 2005.
- дан Чета Бејкера проглашен од стране председнице општине Талса, у Оклахоми, Кети Тејлор, 2007.
- џез фестивал у Бејкерову част основан у Јејлу, у Оклахоми, 10. октобра 2015.
- Форли џез фестивал у Бејкерову част одржан 30 година након његове смрти у Форли, у Италији, 8-19. маја 2018.

## Филмографија
- (1955) Hell's Horizon, филм Тома Грајса, глумац
- (1959) Audace colpo dei soliti ignoti, филм Нани Лоја, музика
- (1960) Howlers in the Dock, филм Луција Фулчија, глумац
- (1963) Ore rubate ["stolen hours"], филм Данијела Петрија, музика
- (1963) Tromba Fredda, филм Енза Наса, глумац и музика
- (1963) Le concerto de la peur, филм Хозеа Беназерафа, музика
- (1964) L'enfer dans la peau, филм Хозеа Беназерафа, музика
- (1964) Nudi per vivere, филм Елија Петри, Џулијаноа Монталда и Џулија Квестија, музика
- (1988) Let's Get Lost, филм Бруса Вебера, музика